# Landkreis Ludwigshafen am Rhein
Der Landkreis Ludwigshafen am Rhein war ein bis zur Gebietsreform von 1969 bestehender Landkreis im Osten der Pfalz (Rheinland-Pfalz), der im heutigen Rhein-Pfalz-Kreis aufging, der bis Ende 2003 den Namen Landkreis Ludwigshafen trug.

## Geographie
Der Landkreis grenzte Anfang 1969 im Uhrzeigersinn im Westen beginnend an den Landkreis Mannheim (in Baden-Württemberg), an die Landkreise Speyer, Neustadt an der Weinstraße und Frankenthal (Pfalz) sowie an die kreisfreie Stadt Ludwigshafen am Rhein.

## Geschichte
Zum 1. Juli 1886 wurde das Bezirksamt Ludwigshafen durch Ausgliederung aus dem Bezirksamt Speyer neu gebildet. Zuvor gehörte der Bereich zum bayerischen Landgericht älterer Ordnung Mutterstadt, das 1860 in Ludwigshafen umbenannt wurde.
In den Jahren von 1892 bis 1938 wurde die Stadt Ludwigshafen am Rhein mehrfach vergrößert. Die folgenden Gemeinden wechselten in die Stadt:
- Friesenheim am 1. Januar 1892
- Mundenheim am 1. Dezember 1899
- Maudach, Oggersheim und Rheingönheim am 1. April 1938

Am 1. März 1920 schied die Stadt Ludwigshafen am Rhein aus dem Bezirksamt aus und wurde zur kreisunmittelbaren Stadt.
Am 1. Januar 1930 wurde die Gemeinde Limburgerhof durch Abtretungen der Gemeinden Mutterstadt, Neuhofen, Rheingönheim und Schifferstadt neu gebildet.
Im Jahr 1921 wurde die Gemeinde Alsheim in Alsheim-Gronau umbenannt.
Am 1. Januar 1939 wurde aus dem Bezirksamt der Landkreis Ludwigshafen am Rhein.
Nach dem Zweiten Weltkrieg wurde der Landkreis Teil der französischen Besatzungszone. Die Errichtung des Landes Rheinland-Pfalz wurde am 30. August 1946 als letztes Land in den westlichen Besatzungszonen durch die Verordnung Nr. 57 der französischen Militärregierung unter General Marie-Pierre Kœnig angeordnet. Es wurde zunächst als „rhein-pfälzisches Land“ bzw. als „Land Rheinpfalz“ bezeichnet; der Name Rheinland-Pfalz wurde erst mit der Verfassung vom 18. Mai 1947 festgelegt.
Am 7. Juni 1969 wurde der Landkreis aufgelöst. Zusammen mit dem Landkreis Speyer, dem Osten des Landkreises Frankenthal (Pfalz) sowie den Gemeinden Birkenheide und Rödersheim des Landkreises Neustadt an der Weinstraße bildete er den neuen Landkreis Ludwigshafen, der am 1. Januar 2004 amtlich in Rhein-Pfalz-Kreis umbenannt wurde.:165  Rödersheim fusionierte gleichzeitig mit Alsheim-Gronau.

## Wappen
| Wappen von Landkreis Ludwigshafen am Rhein | Blasonierung: „Unter einer gestürzten, gesenkten, gekürzten, eingeschweiften schwarzen Spitze, darin ein wachsender, rot bewehrter goldener (gelber) Löwe, der in den Pranken einen aufrechten goldenen (gelben) Schlüssel hält, in rot über silbernem (weißem) Wellenbalken zwei grüne Seeblätter mit zweimal gekreuzten, die Spitze überschneidenden Stielen.“ |
| Wappen von Landkreis Ludwigshafen am Rhein | Wappenbegründung: Das Wappen wurde am 13. Oktober 1960 vom rheinland-pfälzischen Innenministerium genehmigt. Der Löwe steht für den früheren Territorialherrn Kurpfalz, der Schlüssel entstammt dem Wappen von Mutterstadt und deutet auf das Kloster Weißenburg hin. Der Wellenbalken und die Seerosenblätter weisen auf die Lage am Rhein und Flora am Altrhein hin. Das Wappen verstößt gleich mehrfach gegen die heraldische Farbregel. Schwarz an Rot und Grün an Rot sind unzulässig. |

## Einwohnerentwicklung
| Jahr | Einwohner | Quelle |
| ---- | --------- | ------ |
| 1885 | 51.923    | [ 7 ]  |
| 1900 | 90.474    | [ 8 ]  |
| 1910 | 118.130   | [ 8 ]  |
| 1925 | 40.346    | [ 8 ]  |
| 1939 | 30.168    | [ 8 ]  |
| 1950 | 35.365    | [ 8 ]  |
| 1960 | 42.300    | [ 9 ]  |
| 1968 | 48.353    | [ 5 ]  |

## Gemeinden (1969)
Alsheim-Gronau, Altrip, Assenheim, Böhl, Dannstadt, Fußgönheim, Hochdorf, Iggelheim, Limburgerhof, Mutterstadt, Neuhofen, Ruchheim und Schauernheim

## Kfz-Kennzeichen
Am 1. Juli 1956 wurde dem Landkreis Ludwigshafen am Rhein bei der Einführung der bis heute gültigen Kfz-Kennzeichen das Unterscheidungszeichen LU zugewiesen. Es wird in der kreisfreien Stadt Ludwigshafen am Rhein durchgängig bis heute ausgegeben.